# Alexandrine-Klasse
Die Alexandrine-Klasse war eine Klasse von zwei Kreuzerkorvetten, die in den frühen 1880er-Jahren für die deutsche Kaiserliche Marine gebaut wurden. Die zwei Schiffe waren Alexandrine und Arcona. Die Korvetten der Klasse wurden als Ersatz für ältere Dampfkorvetten bestellt und sollten auf ausgedehnten Einsatzfahrten in überseeischen Interessengebieten des deutschen Kaiserreichs Dienst tun. In der Literatur werden die beiden Schiffe der Klasse mitunter auch als drittes Baulos der Carola-Klasse bezeichnet.
Die Schiffe hatten als Hauptbewaffnung eine Batterie von zehn 15-cm-Ringkanonen und verfügten über eine vollständige Segelausrüstung, um die ebenfalls vorhandene Dampfmaschine auf langen Einsatzfahrten in Übersee zu ergänzen. Die Schiffe waren bereits vor dem Baubeginn veraltet.

## Geschichte
Nach dem Deutsch-Französischen Krieg startete die Kaiserliche Marine ein generelles Expansionsprogramm, den sogenannten „Flottenplan von 1873“, um die Flotte zu verstärken und zu modernisieren, hauptsächlich, um auf einen möglichen erneuten Konflikt mit Frankreich vorbereitet zu sein. Parallel expandierten aber auch die deutschen Handelsinteressen auf den überseeischen Märkten in Asien, Mittel- und Südamerika und im Pazifik, wobei gleichzeitig andere europäische Mächte begannen, deutsche Unternehmen von Aktivitäten in ihren überseeischen Interessensgebieten auszuschließen. Um diese deutschen Interessen besser zu schützen und zur weiteren Machtprojektion in Übersee, wurde ein Bedarf an Kriegsschiffen für lange Reisestrecken und Überseeaufenthalte erkannt. Mitte der 1870er-Jahre waren die bisherigen Kapazitäten der herkömmlichen Segelkorvetten der kaiserlichen Marine zu gering und außerdem veraltet. Entsprechend entschied das Marinekommando, dass moderne Dampfkorvetten für Aufklärungszwecke sowie für den Dienst in Übersee erforderlich waren. Die technische Innovation der Dampfkraft in der Schifffahrt stand erst seit kurzer Zeit zur Verfügung und hatte bei den Panzerschiffen der modernen Marinen die Segel bereits abgelöst. Die langen Auslandsfahrten, die zur Sicherung der deutschen Wirtschaftsinteressen notwendig waren, erforderten zum einen aber einen viel größeren Aktionsradius als den der Panzerschiffe und zum anderen waren Dampfmaschinen noch nicht zuverlässig und effizient genug, um sich allein auf sie zu verlassen. Für die vorgesehene Aufgabe entschied die deutsche Marineführung daher, dass die Beibehaltung traditioneller Segelanlagen erforderlich war.
Entsprechend wurden zunächst 1875 sechs Schiffe der Carola-Klasse im Rahmen dieses Programms zur Modernisierung der Flotte als sogenannte „Glattdeckkorvetten“ bestellt. Die zwei letzten Schiffe, die für die Klasse vorgesehen waren, wurden allerdings bereits im Entwurf modifiziert und bildeten in der Folge die eigenständige Alexandrine-Klasse. Die Kaiserliche Marine reklassifizierte die „Glattdeckkorvetten“ ab 1884 als „Kreuzerkorvetten“. Folgerichtig waren die Schiffe der Klasse größer und schwerer, verfügten über eine modernisierte Dampfmaschine sowie eine modernere Bewaffnung und wurden ab 1886 als „Kreuzerkorvetten“ in Dienst gestellt. Trotzdem galten die Schiffe schon beim Baubeginn als veraltet und wurden daher nur in Übersee eingesetzt, wo ein Zusammentreffen mit modernen feindlichen gepanzerten Einheiten als unwahrscheinlich galt.
Die Schiffe der Klasse wurden während ihrer gesamten Dienstzeit auf mehrjährigen Einsatzfahrten in Übersee eingesetzt, häufig auch, um im Sinne einer Kanonenbootpolitik deutsche Interessen zu schützen und die Expansion des deutschen Kolonialreichs ab den 1880er-Jahren voranzutreiben. So waren die Schiffe an der Inbesitznahme der afrikanischen Kolonien, der Kolonien im Pazifik und bei der Konzession für das Pachtgebiet Kiautschou beteiligt. Insgesamt gelang es den Korvetten der Alexandrine-Klasse und den anderen verfügbaren Schiffen, ihre Aufgaben zu erfüllen und das deutsche Kolonialreich in den 1880er- und 1890er-Jahren zu erweitern.
In den 1890er-Jahren waren alle Schiffe der Alexandrine-Klasse nicht mehr als Kriegsschiffe geeignet. Die Alexandrine wurde bereits 1895 aus dem aktiven Dienst genommen. Die Arcona versah ihre Dienstzeit noch bis 1899, wurde dann in Mercur umbenannt und schließlich 1902 aus dem Schiffsregister gestrichen.

## Einheiten
| Name        | Bauwerft                  | Kiellegung   | Stapellauf      | Indienststellung |
| ----------- | ------------------------- | ------------ | --------------- | ---------------- |
| Alexandrine | Kaiserliche Werft, Kiel   | Februar 1882 | 7. Februar 1885 | 6. Oktober 1886  |
| Arcona      | Kaiserliche Werft, Danzig | 1881         | 7. Mai 1885     | 1. Dezember 1886 |

## Technische Beschreibung

### Allgemeine Merkmale
Die beiden Schiffe der Alexandrine-Klasse waren an der Wasserlinie 71,8 m und insgesamt 81,2 m lang; ihre Breite betrug 12,6 m und ihr Tiefgang 6,25 m. Die Konstruktionsverdrängung betrug 2361 t, bei voller Beladung verdrängten die Schiffe 2662 t.
Die Schiffsrümpfe wurden mit Eisenspanten konstruiert, die die Struktur für die Holzbeplankung bildeten. Auf die Planken wurde eine Kupferschicht aufgebracht, um Biokorrosion bei den längeren Einsätzen in Übersee zu verhindern, wo Werftanlagen nicht ohne Weiteres verfügbar waren. Der Rumpf bestand aus elf wasserdichten Abteilungen. Der Kiel war aus Eisen und der Achtersteven aus Bronze gefertigt. Beide Schiffe hatten zum Schutz der Dampfmaschine einen doppelten Boden unter dem Maschinenraum.
Die nominelle Besatzung der Schiffe bestand aus 25 Offizieren und 257 Mannschaften.
Jede Korvette trug mehrere kleinere Boote von nicht näher bezeichneten Typen.

### Antrieb
Alexandrine und Arcona waren mit zwei 2-Zylinder-Verbunddampfmaschinen mit doppelter Expansion ausgestattet, die einen 2-Blatt-Propeller mit einem Durchmesser von 5,02 m antrieben. Dampf lieferten acht kohlebefeuerte Kessel, die Abgase wurden in zwei Schornsteine geleitet. Jedes Schiff hatte eine Kohlenvorrat von 340 bis 350 Tonnen. Die Stromversorgung erfolgte durch einen Generator, der 2 Kilowatt (2,7 PS) bei 55 Volt erzeugte.
Die Schiffe hatten eine geplante Geschwindigkeit von 14 Knoten (26,0 km/h) unter Dampf bei einer indizierten Leistung von 2400 PS (1800 kW). Bei Geschwindigkeitsversuchen wurden diese Werte noch leicht übertroffen.
Die Schiffe wurden mit einem Dreimast-Bark-Rigg mit einer Segelfläche von 1134 Quadratmetern ausgestattet, um ihre Dampfmaschinen bei ihren langen Einsätzen im Ausland zu ergänzen, wo Kohle knapp sein konnte. Die Alexandrine erreichte damit eine maximale Reichweite von 4180 nautischen Meilen (7740 km) bei 8,5 kn Geschwindigkeit. Die Schiffe wurden mit einem einzigen Ruder gesteuert und ließen sich gut unter Dampf und sogar noch besser unter Segeln manövrieren. Allerdings neigten die Korvetten zum Rollen und Stampfen und verloren in beträchtlichem Maß Geschwindigkeit bei Gegensee, obwohl sie bei schlechtem Wetter gut zurechtkamen.

### Bewaffnung
Die Schiffe der Alexandrine-Klasse waren mit einer Batterie von zehn 15-cm-Ringkanonen der Kaliberlänge L/30 bewaffnet, für die insgesamt 730 Schuss Munition mitgeführt wurden. Die Geschütze hatten eine Reichweite von 6800 m. Weiterhin wurden vier 10,5-cm-Sk L/35 mit 400 Schuss Munition und 7300 m Reichweite sowie sechs Hotchkiss-3,7-cm-Revolverkanonen mitgeführt.